# アジア競馬連盟
アジア競馬連盟（アジアけいばれんめい）とは、アジアを中心に20の国・地域が加盟する競馬に関する機関である。英文表記はAsian Racing Federation。略称はARF。

## 概要
ARFは、1960年にアジアの競馬開催国の相互交流を目的に設立されたアジア競馬会議（ARC）を前身とする。
2001年の第28回アジア競馬会議においてARCはARFに改名され、ARCはその機関会議となった。ARF自身の発表によると、加盟国・地域の世界の競馬における規模は、レース賞金額が世界全体の36.4パーセント、サラブレッド生産頭数が世界全体の31.9パーセント、賭けに関する発売額が世界全体の47.2パーセントにのぼる。

## 加盟国・地域
- オーストラリア
- バーレーン
- 香港
- インド
- 日本
- 大韓民国
- マカオ
- マレーシア
- モーリシャス
- ニュージーランド
- オマーン
- パキスタン
- フィリピン
- カタール
- サウジアラビア
- シンガポール
- 南アフリカ
- タイ王国
- トルコ
- アラブ首長国連邦